# Palla Gergely
Palla Gergely (1975. július 11. Budapest) magyar biofizikus. Az Eötvös Loránd Tudományegyetem Természettudományi Kar Fizikai Intézet oktatója és kutatója. A Biológiai Fizika Tanszék egyetemi tanára. Édesapja Palla László szintén fizikus az Elméleti Fizikai Tanszék professzor emeritusza. 

## Tanulmányai
1998-ban szerzett fizikus diplomát az ELTE-n.
2002-ben szerzett doktori címet az ELTE-n. Témavezetője Cserti József volt. Doktori értekezésében mezoszkopikus rendszerekkel, kvantum káosszal és szemiklasszikus közelítéssel foglalkozott.
2018-ban habilitált az Eötvös Loránd Tudományegyetemen, ugyanebben az évben védte meg MTA doktori címét.

## Munkássága
Palla Gergely 2003-tól a Biológiai Fizika Tanszékhez tartozó kutatócsoportban (korábban Biológiai Fizika Kutatócsoport, jelenleg Statisztikus és Biológiai Fizika Kutatócsoport) dolgozik. 2020 szeptember 1-től a Biológiai Fizika Tanszék egyetemi tanára. 
Kutatásaiban elsősorban komplex hálózatokkal kapcsolatos foglalkozik. Mindemellett foglalkozik a topologikus fázisátalakulások, hálózati csoportkeresés (más néven hálózatklaszterezés), csoportok időfejlődése, valamint címkézett hálózatok vizsgálatával. 
2006-ban Akadémiai Ifjúsági díjban, 2008-ban Bolyai ösztöndíjban, 2009-ben Bródi Imre és Junior Prima díjban, 2019-ben Akadémiai díjban részesült.

## Fontosabb publikációi
- S. G. Balogh, D. Zagyva, P. Pollner, & G. Palla. (2019). Time evolution of the hierarchical networks between PubMed MeSH terms, PLoS ONE 14, e0220648
- S. G. Balogh, P. Pollner, & G. Palla. (2019). Generalised thresholding of hidden variable network models with scale-free property, Scientific Reports 9, 11273
- D. Czégel, S. G. Balogh, P. Pollner, & G, Palla. (2018). Phase space volume scaling of generalized entropies and anomalous diffusion scaling governed by corresponding non-linear Fokker-Planck equations, Scientific Reports 8, 1883
- G. Tibély, D. Sousa-Rodrigues, P. Pollner, & G. Palla. (2016). Comparing the hierarchy of keywords in on-line news portals, PloS one 11, e0165728
- G. Tibély, P. Pollner, & G. Palla. (2016). Comparing the hierarchy of author given tags and repository given tags in a large document archive, The European Physical Journal Special Topics 225, 2025-2032
- D. Czégel, & G. Palla. (2015). Random walk hierarchy measure: What is more hierarchical, a chain, a tree or a star? Scientific reports 5, 17994
- G. Palla, G. Tibély, E. Mones, P. Pollner, & T. Vicsek. (2015). Hierarchical networks of scientific journals, Palgrave Communications 1, 15016

## Hivatkozás
1. ↑  Palla Gergely. elte.hu. (Hozzáférés: 2021. június 21.)
2. ↑  Palla Gergely CV. elte.hu. [2021. június 24-i dátummal az eredetiből archiválva]. (Hozzáférés: 2021. június 21.)
3. ↑  Palla Gergely. doktori.hu. (Hozzáférés: 2021. június 21.)